# 塞梅尼夫卡 (科羅斯蒂希夫市鎮)
50°13′52″N 29°20′12″E / 50.23111°N 29.33667°E
塞梅尼夫卡是烏克蘭北部的村落，隸屬日托米爾州日托米爾區的科羅斯蒂希夫市鎮。該村始建於1929年，面積0.43平方公里，海拔高度180米，2001年人口59，人口密度每平方公里136.89人。